# كفر كشك
قرية كفر كشك هي إحدى القرى التابعة لمركز فاقوس في محافظة الشرقية في جمهورية مصر العربية. حسب إحصاءات سنة 2006، بلغ إجمالي السكان في كفر كشك 2109 نسمة، منهم 1116 رجل و993 امرأة.